# Brachyhesma renneri
Brachyhesma renneri är en biart som beskrevs av Exley 1968. Brachyhesma renneri ingår i släktet Brachyhesma och familjen korttungebin. Inga underarter finns listade.

## Bildgalleri

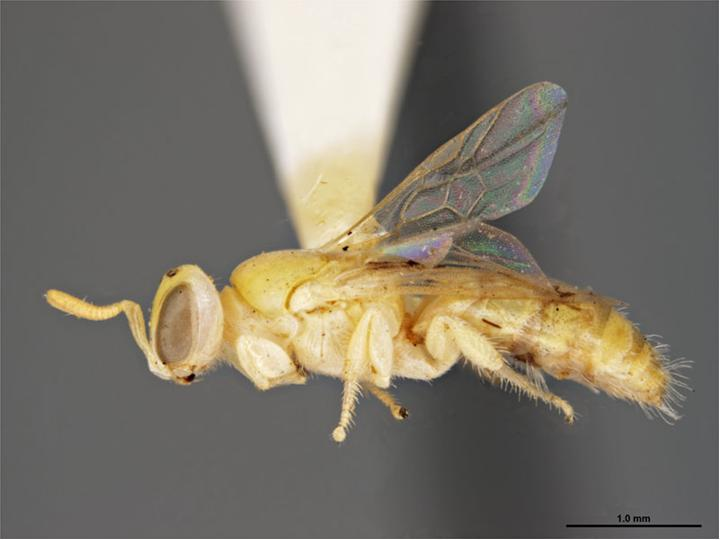